# Präfekturuniversität Akita

Akita-Campus (2019)

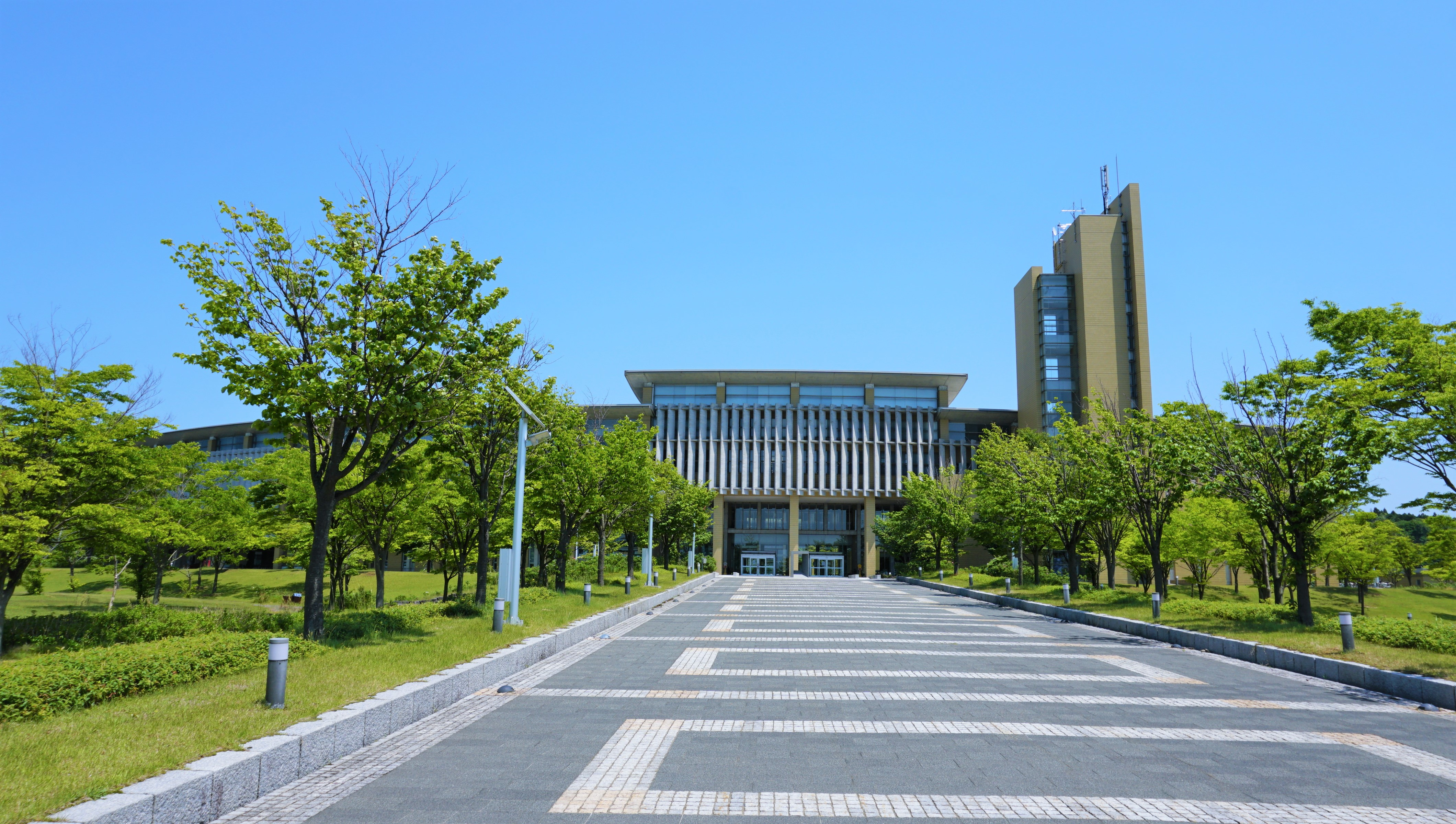
Honjō-Campus (2018)

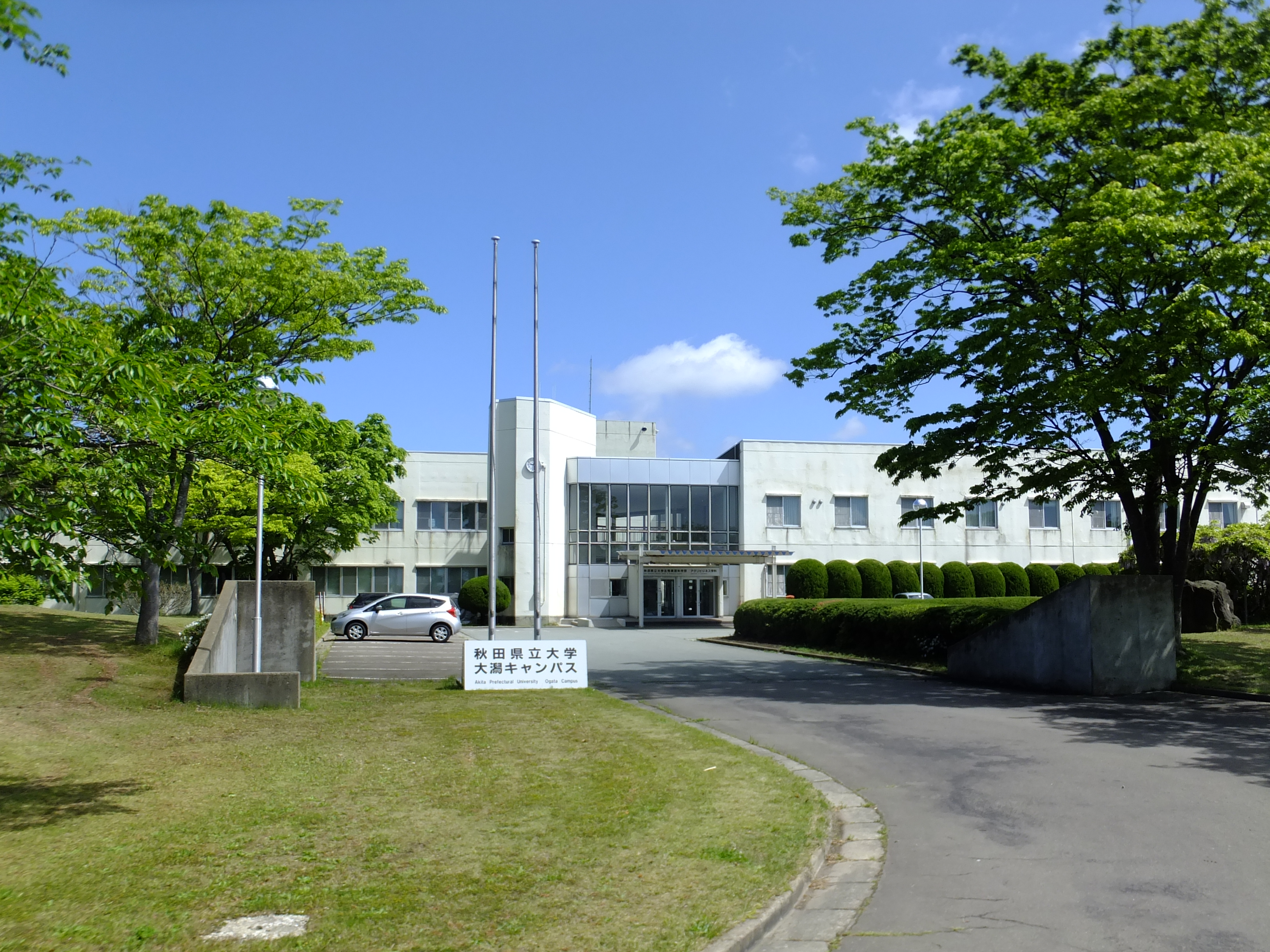
Ōgata-Campus (2018)

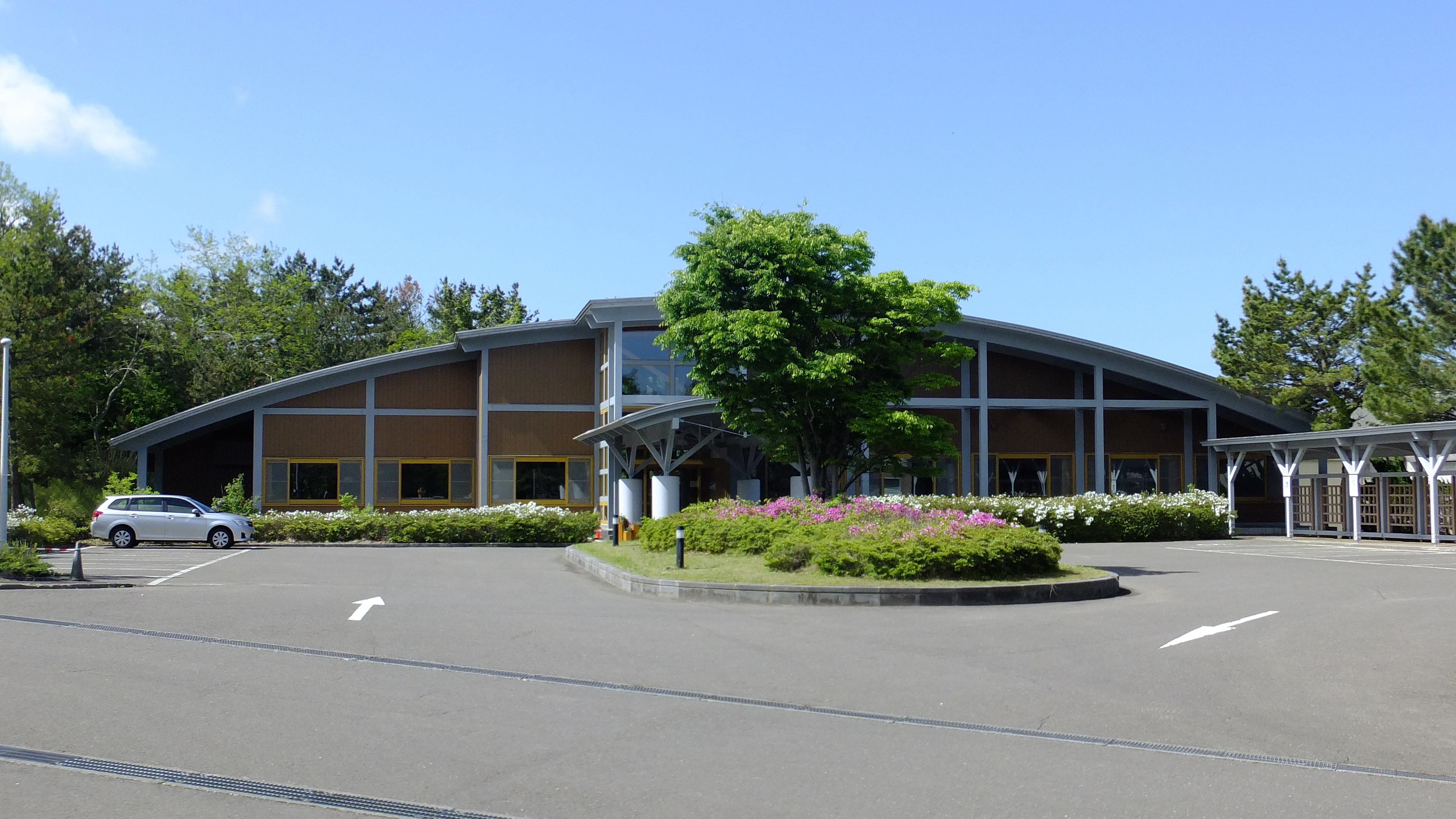
Forschungsinstitut für fortgeschrittene Holzverarbeitung

Die Präfekturuniversität Akita (japanisch 秋田県立大学 Akita-kenritsu daigaku; engl. Akita Prefectural University, kurz: APU) ist eine öffentliche Universität in Japan. Der Hauptcampus liegt in Akita in der Präfektur Akita.
Die Universität wurde 1999 gegründet. Die bestehende Präfekturale Landwirtschaftliche Kurzuniversität Akita (秋田県立農業短期大学, Akita-kenritsu nōgyō tanki daigaku, in Ōgata, gegründet 1973) wurde zur Universität angegliedert. 2002 wurde die Graduiertenschule eingerichtet (Masterstudiengänge und Doktorkurse). 2006 richtete die Universität die Abteilung für Agribusiness im Ōgata-Campus ein, und die angegliederte Kurzuniversität wurde 2007 geschlossen.

## Fakultäten
- Akita-Campus (in Akita, Präfektur Akita, 39° 48′ 9,7″ N, 140° 2′ 44,6″ OKoordinaten: 39° 48′ 9,7″ N, 140° 2′ 44,6″ O):
  - Fakultät für Wissenschaft der Bioressourcen (jap. 生物資源科学部, engl. Bioresource Sciences Faculty)
    - Abteilung für Angewandte Biowissenschaften
    - Abteilung für Biologische Produktionswissenschaft
    - Abteilung für Biologische Umweltwissenschaft

- Honjō-Campus (in Yurihonjō, Präfektur Akita, 39° 23′ 36,1″ N, 140° 4′ 22,9″ O):
  - Fakultät für Systemwissenschaft und Technologie (jap. システム科学技術学部, engl. Systems Science and Technology Faculty)
    - Abteilung für Maschinenlehre
    - Abteilung für Intelligente Mechatronik
    - Abteilung für Informatik
    - Abteilung für Architektur und Umweltsystem
    - Abteilung für Managementwissenschaft und Ingenieurwesen

- Ōgata-Campus (in Ōgata, Präfektur Akita, 40° 0′ 22,7″ N, 139° 57′ 20,5″ O):
  - Fakultät für Wissenschaft der Bioressourcen
    - Abteilung für Agribusiness